# Arnold Joost van Keppel
Arnold Joost van Keppel, prvi grof Albemarla, vitez reda hlačne podveze, nizozemski in britanski plemič in general, * 1670, † 30. maj 1718.